# Viaduto Despe-te que Suas

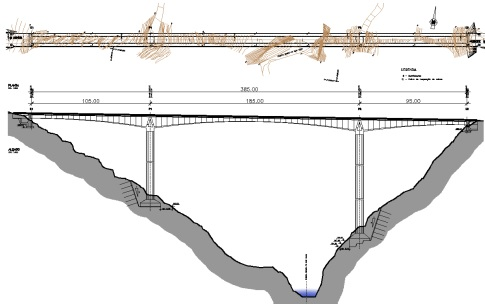
Planta e alçado do viaduto despe-te que suas

A ponte Despe-te que Suas está inserida na concessão da SCUT da Ilha de São Miguel, no Arquipélago dos Açores. A obra localiza-se no lanço Algarvia/Nordeste com uma extensão de 385m e com cerca de 150m de altura, num dos mais impressionantes vales da zona nordeste da ilha.
Está implantada num vale muito cavado de difícil acesso, que apresenta uma orografia acidentada e de grande valia paisagística. A análise das várias condicionantes (implantação, geotécnica e paisagística) conduziu à adopção de uma solução estrutural constituída por um tabuleiro em viga caixão, contínuo, monolítico com os pilares, com apenas três tramos de grandes dimensões 185.00m de vão central e tramos laterais de 105.00 e 95.00m. O tabuleiro foi executado por avanços sucessivos em consola, realizado com aduelas betonadas “in-situ”.

## Condicionamentos Geotécnicos
Os condicionamentos geotécnicos tiveram uma importância determinante no desenvolvimento dos projectos e execução das obras da Concessão, razão pela qual são particularmente salientados.
Na generalidade dos apoios do Viaduto foram identificadas escoadas basálticas com graus de alteração W2 a W3, com boas características geo-mecânicas, verificando-se igualmente a existência de "clinker", ou escoadas mais alteradas, próximas das cotas das fundações. Posteriormente à realização das escavações, procedeu-se à inspeção detalhada de cada zona de apoio, através da realização de uma malha de perfurações à roto-percussão, com profundidades adequadas às dimensões em planta dos elementos de fundação. Desta forma, foi possível proceder à injeção, com calda de cimento, de todos os níveis de "clinker", sendo assim possível assegurar uma solução de fundações directas, dimensionadas para tensões de contacto da ordem dos 500kPa. Em complemento das indicações anteriores, garante-se uma distância mínima de metros entre o limite do vale e a base da fundação, de modo a assegurar as condições de estabilidade global das fundações. Para a execução da escavação das fundações dos pilares, foi necessário prever entivações provisórias com recurso a betão projectado e/ou pregagens, atingindo cerca de 30m de altura.

## Descrição Geral da Obra
O perfil transversal sobre a obra conduz a um tabuleiro com 12.24m de largura, correspondentes a 7.00m de faixa de rodagem, duas bermas laterais de 2.00m, a que se adicionam 0.62m para incorporação do lancil e guarda de segurança. A secção do tabuleiro, em caixão monocelular, de betão armado pré-esforçado, apresenta altura variável ao longo do vão, com esbeltezas adaptadas aos vãos em causa. Adoptou-se uma variação de altura da secção transversal parabólica entre os 11.0m (» L/17) sobre os apoios dos pilares, reduzindo até 4.0m (» L/46) a meio vão. O caixão apresenta duas almas com espessura constante de 0.50m e um banzo inferior com variação de espessura linear, entre 1.00m e 0.25m, respectivamente sobre os pilares e a meio vão. A laje do tabuleiro tem espessura variável, apresentando transversalmente duas consolas com 2.87m de vão e 5.50m de vão central.

## Materiais e Acções
No que se refere à especificação dos materiais, seguiu-se de modo geral o Regulamento de Estruturas de Betão Armado e Pré-Esforçado (REBAP), e a Norma Portuguesa (NP EN 206-1).
- Betão C16/20, X0(P), Cl1.00 em

regularização de fundações.
- Betão C25/30, XC2(P), Cl0.40,

Dmax=25mm, S3 em lajes de transição e fundações dos encontros.
- Betão C35/45, XC4(P), XS1(P),

Cl0.2, Dmax=25mm, S4 na elevação dos encontros, nas sapatas e elevação dos
pilares.
- Betão C50/60, XC4(P), XS1(P),

Cl0.1, Dmax=25mm, S4 no tabuleiro.
- Aço A500 NR SD em geral.

- Aço de alta resistência, de

baixa relaxação: Y 1860 S7 15.2 (EN10138-3).
Como usual no projecto deste tipo de obras, consideraram-se igualmente as acções especificamente relacionadas com o processo construtivo, nomeadamente:
- peso dos cimbres móveis de avanço;

- sobrecargas de construção no

tabuleiro;
- vento durante a construção, caracterizado para um período de retorno de 10 anos;
- acções assimétricas do vento ascendente e do vento transversal (relacionados com o declive acentuado das encostas do vale onde se insere a obra);
- situação de acidente, nomeadamente a relacionada com a queda eventual do cimbre móvel durante a fase de movimentação.

## Análise Estrutural e Verificação da Segurança

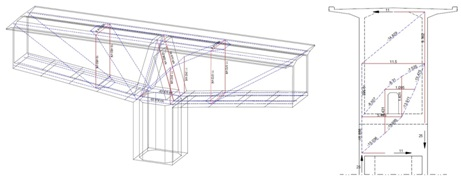
Modelos de dimensionamento das regiões dos diafragmas

O dimensionamento da obra foi efectuado com recurso a diversos modelos de análise, nomeadamente:
- modelo tridimensional com elementos finitos de peça linear, simulando os pilares e o caixão do tabuleiro;
- modelo de elementos finitos de casca para a análise transversal da laje do tabuleiro;
- os efeitos da acção sísmica, avaliados através de uma análise estática não linear;
- os efeitos da acção do vento, simulado através de forças estáticas equivalentes. Os esforços de torção nos pilares, durante a fase construtiva, foram estimados com base no método de Davenport;
- o estudo de zonas de descontinuidade, particularmente os diafragmas dos pilares;
- em complemento dos cálculos anteriores, procedeu-se finalmente à elaboração de um estudo detalhado do controlo de geometria e verificação da segurança durante a fase construtiva.

Com base nos esforços obtidos, procedeu-se ao dimensionamento dos vários elementos estruturais, tendo-se verificado a segurança aos Estados Limites Últimos e de Utilização.
No que se refere, em particular, à segurança aos Estados Limites de Utilização, consideram-se, em particular para o tabuleiro, as seguintes verificações:
- Controlo de tensões no betão, durante o faseamento construtivo, para a acção do peso próprio, pré-esforço,peso do cimbre e sobrecargas de construção, para a qual se limitam as compressões no betão a 0.45 fck e as trações a fctm;
- Controlo de tensões no betão, para a combinação frequente de acções;
- Complementarmente, controla-se a tensão nas armaduras ordinárias, para os esforços associados à fendilhação das secções.

## Controlo de Geometria Para a Execução da Obra

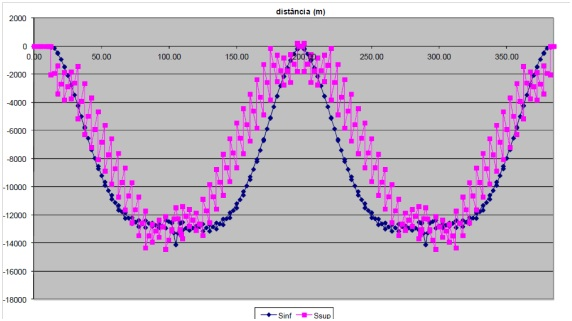
Tensões na fibra inferior e superior do tabuleiro antes da betonagem da aduela de fecho.

Como complemento dos cálculos relativos ao dimensionamento da obra, procedeu-se por fim à execução de um estudo detalhado do controlo de geometria e verificação de segurança durante a fase de construção.
Como foi anteriormente mencionado, o  conjunto de cabos “de consola”, tem como principal objetivo equilibrar os esforços e compensar aproximadamente as curvaturas associadas ao processo construtivo.
Para a averiguação da geometria da estrutura durante a fase construtiva e comparação com o estudo teórico foi solicitado e implementado um procedimento de instrumentação e caracterização dos materiais, nomeadamente:
- Levantamento topográfico de 4 alvos no topo das sapatas (4 cantos da base de cada pilar).
- Levantamento topográfico de 4 alvos no topo dos pilares (4 cantos por pilar).
- Inclinómetro vertical e horizontal no topo do pilar (para ambas as direções).
- Levantamento topográfico de 3 alvos na aduela anterior à aduela a construir (sobre as almas e no eixo do tabuleiro).
- Registo dos tempos de betonagem e de aplicação de pré-esforço, da monitorização do carro de avanços, assim como dos parâmetros ambientais (nomeadamente velocidade média do vento, humidade relativa do ar, temperatura do ar e no interior do caixão).

Para a correta caracterização dos materiais foram solicitados ensaios para a determinação das suas propriedades mecânicas, nomeadamente o módulo de elasticidade, resistência à compressão e curvas de retracção e fluência.
Os levantamentos topográficos foram efetuados praticamente no mesmo período do dia (essencialmente no início da manhã), de modo a reduzir potenciais incertezas nas leituras devido a diferenças de temperatura.
Foram efetuadas leituras antes e após a aplicação do pré-esforço de lançamento de cada aduela e comparados os valores observados com os previstos.
O Controlo de Geometria foi efetuado com recurso a um modelo plano, através de uma análise estática não linear fase a fase, tendo em consideração os efeitos geométrica e fisicamente não lineares (P-Delta, retração, fluência do betão e relaxação do aço de pré-esforço).
O cálculo das contra flechas de construção foi executado com recurso a um conjunto de programas especificamente desenvolvidos para o efeito, onde se efetua a montagem da obra, aduela a aduela, tendo em consideração os efeitos da fluência, retração e perdas de pré-esforço.
Numa primeira aproximação, cada aduela é colocada na rasante teórica, independentemente da deformação obtida nas aduelas anteriores. Terminada a fase de montagem da obra completa são determinados os deslocamentos obtidos e elaborado um processo iterativo de cálculo de contra flechas de modo a garantir a rasante teórica aos 10000 dias. O processo desenvolvido foi confirmado através de modelos mais simplificados, nos quais são determinadas as deformações da obra imediatamente antes e após a mudança de cada sistema estático.

## Faseamento Construtivo
Evolução da construção da Ponte
]]

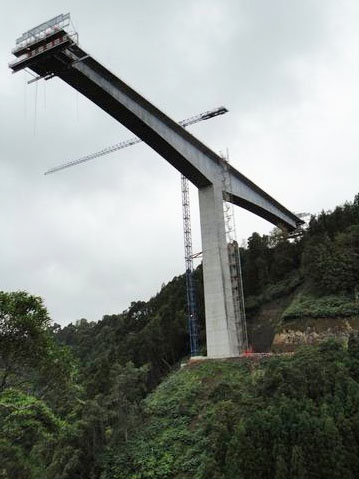
Viaduto Despe-te que suas em construção

A execução da obra foi realizada através de avanços sucessivos com aduelas de 5.00m de comprimento betonadas “in-situ” e desfasadas 2.50m nas extremidades da consola, reduzindo desta forma os esforços induzidos à estrutura devido à eventual queda de uma aduela e respetivo cimbre. Durante a execução, o vão máximo em consola é de 90.00m, correspondendo à realização de 17 aduelas. A aduela de fecho, a meio vão, tem igualmente 5.00 m de comprimento. Junto aos encontros E1 e E2 num comprimento de 12.50m e 2.50m, respectivamente, o tabuleiro foi executado com recurso a cimbre ao solo.
Resumem-se as diversas fases principais de execução da obra:
Fase 1 Execução das fundações dos pilares e encontros;
Fase 2 Execução dos encontros e montagem das gruas para execução dos pilares;
Fase 3 Betonagem dos pilares, com recurso a sistemas auto-trepantes;
Fase 4 Betonagem da Aduela 0 e aplicação do pré-esforço provisório no interior dos pilares;
Fase 5 Montagem dos carros de avanços;
Fase 6 Betonagem sucessiva das aduelas e aplicação do pré-esforço de consola;
Fase 7 Betonagem das aduelas com “cimbre ao solo”, junto aos encontros;
Fase 8 Betonagem da aduela de fecho central;
Fase 9 Aplicação do pré-esforço de continuidade no tramo central e retirada do cimbre;
Fase 10 Betonagem das aduelas de fecho laterais;

## Considerações Finais
A obra foi executada pela empresa Ferrovial/Agroman e a conclusão da estrutura, com a betonagem das aduelas de fecho central e laterais do tabuleiro, realizou-se em Maio de 2011, tendo-se efectuado a sua abertura ao tráfego, integrada no início da fase de exploração do lanço da Concessão, em Outubro de 2011.
Por todas as suas características, a ponte é uma das obras de referência da Concessão Scut da Ilha de S. Miguel, podendo, também, considerar-se vir a incluir o conjunto das importantes realizações da Engenharia Nacional.